# Ouled Abbes
Ouled Abbes è un comune dell'Algeria, situato nella provincia di Chlef.